# Épidémie de variole de 1721 à Boston
L'épidémie de variole de Boston de 1721 est la pire que la ville ait jamais connue. Entre avril 1721 et février 1722, 5 759 personnes sur les 10 700 habitants sont infectées, et 844 en meurent.

## Épidémie
Le 22 avril 1721, le paquebot britannique HMS Seahorse (en) arrive à Boston en provenance de la Barbade, avec un équipage de marins qui venaient de survivre à la variole. L'un des marins tombe cependant malade dans le port de Boston et expose d'autres marins à la maladie. D'autres cas sont reportés et sont mis en quarantaine dans l'hôpital rudimentaire de Spectacle Island (en). Le personnel est incapable de contenir le virus et le 26 mai, le pasteur Cotton Mather écrit dans son journal : « La terrible calamité de la variole est désormais entrée dans la ville. »
Comme la dernière épidémie de variole à Boston remonte à 1703, la nouvelle génération est peu immunisée et plus vulnérable. Les croyants s’inquiètent d'être victimes d'une punition divine. Environ 900 personnes fuient vers la campagne, propageant probablement à leur tour le virus. La Cour générale, l'organe législatif colonial du Massachusetts, déménage de Boston à Cambridge à la fin de l'été, mais des cas de variole commencent à apparaître dans cette autre ville en août. 
L'épidémie fait la une des journaux, notamment du New-England Courant (en), fondé en août 1721. Début octobre, le conseil municipal lui demande de publier un décompte maison par maison des personnes touchées par la variole. 2 757 cas, 1 499 guérisons et 203 décès sont alors recensés. L'épidémie atteint son apogée en octobre, avec 411 décès ce mois-là. Les sermons de Thanksgiving sont réduits par crainte de la propagation lors des rassemblements.
844 personnes, soit 8 % de la population de Boston, meurent pendant l'épidémie, et des centaines d'autres Bostoniens s'en sortent avec de graves cicatrices ou handicaps. Le 24 février 1722, il a été officiellement annoncé qu'aucun nouveau cas de variole n'est apparu à Boston et que la maladie est en déclin.

## Campagne de vaccination

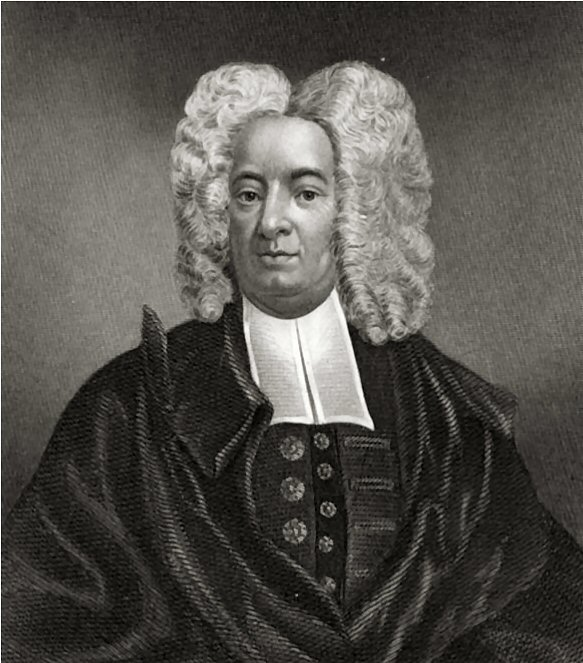
Cotton Mather.

Le pasteur Cotton Mather s'intéresse à la vaccination depuis 1715. Il a d'ailleurs lu la description du médecin anglais Emmanuel Timoni d'un procédé appelé inoculation, qui consiste à sécher le pus d'un patient atteint de variole et à le frotter sur la peau d'une personne en bonne santé, lui donnant un cas bénin de variole qui confère une immunité à vie. 
Mather envoie des lettres aux médecins de Boston concernant l'épidémie, les incitant à mener une campagne médicale contre la variole. Cependant, beaucoup craignaient la possibilité d’une propagation mortelle et les implications d’une infection délibérée. Zabdiel Boylston, de l'université Harvard, est le seul à répondre positivement. Le 26 juin 1721, il inocule son fils de six ans et deux de ses esclaves, qui survivent tous. Pendant les cinq mois qui suivent, il inocule 247 personnes à Boston et dans ses environs. Parmi eux se trouve le fils de Cotton Mather, Samuel, dont la femme de chambre avait contracté la variole à Harvard. Le 25 novembre 1721, Boylston inocule 15 personnes à Harvard. Mather écrit alors dans une lettre détaillant le travail du Dr Boylston à Boston : « L'expérience a maintenant été réalisée sur plusieurs centaines de personnes, hommes et femmes, jeunes et vieux, forts et faibles, blancs et noirs. »
Cependant, Boylston ne peut pas poursuivre sa campagne de vaccination au-delà de novembre en raison de l'opposition des élus de Boston et du public qui se montre violent. Thomas Robie, un tuteur de Harvard, continue de vacciner les patients de Spectacle Island. L'un de ses patients était un autre tuteur, Nicholas Sever, qui revient à Harvard seize jours après avoir été vacciné pour rendre compte du succès de sa procédure. La communauté universitaire de Harvard devient plus tolérante à l'égard de la vaccination.

### Controverses
Cotton Mather croit que l'inoculation était un don divin pour protéger les gens de la variole, et Boylston se sent obligé en tant que médecin de protéger ses enfants et ses patients de la maladie. Cependant, de nombreux Bostoniens sont terrifiés à l'idée que la variole se propage à partir de patients vaccinés et indignés à l'idée d'infecter délibérément des personnes. L'inoculation suscite également la colère de médecins. L'un d'entre eux, William Douglass, publie des pamphlets anti-inoculation en réponse à l'expérience de Mather dans The New England Courant. John Williams, un membre éminent du clergé de Boston, s'oppose aussi à cette pratique. Il la décrit comme un péché et ne respectant pas les « règles de la physique ». Boylston est dépeint comme un charlatan, ridiculisé et satirisé dans les journaux. Sa maison est attaquée et il est la cible de menaces. 

## Impacts sociaux et scientifiques

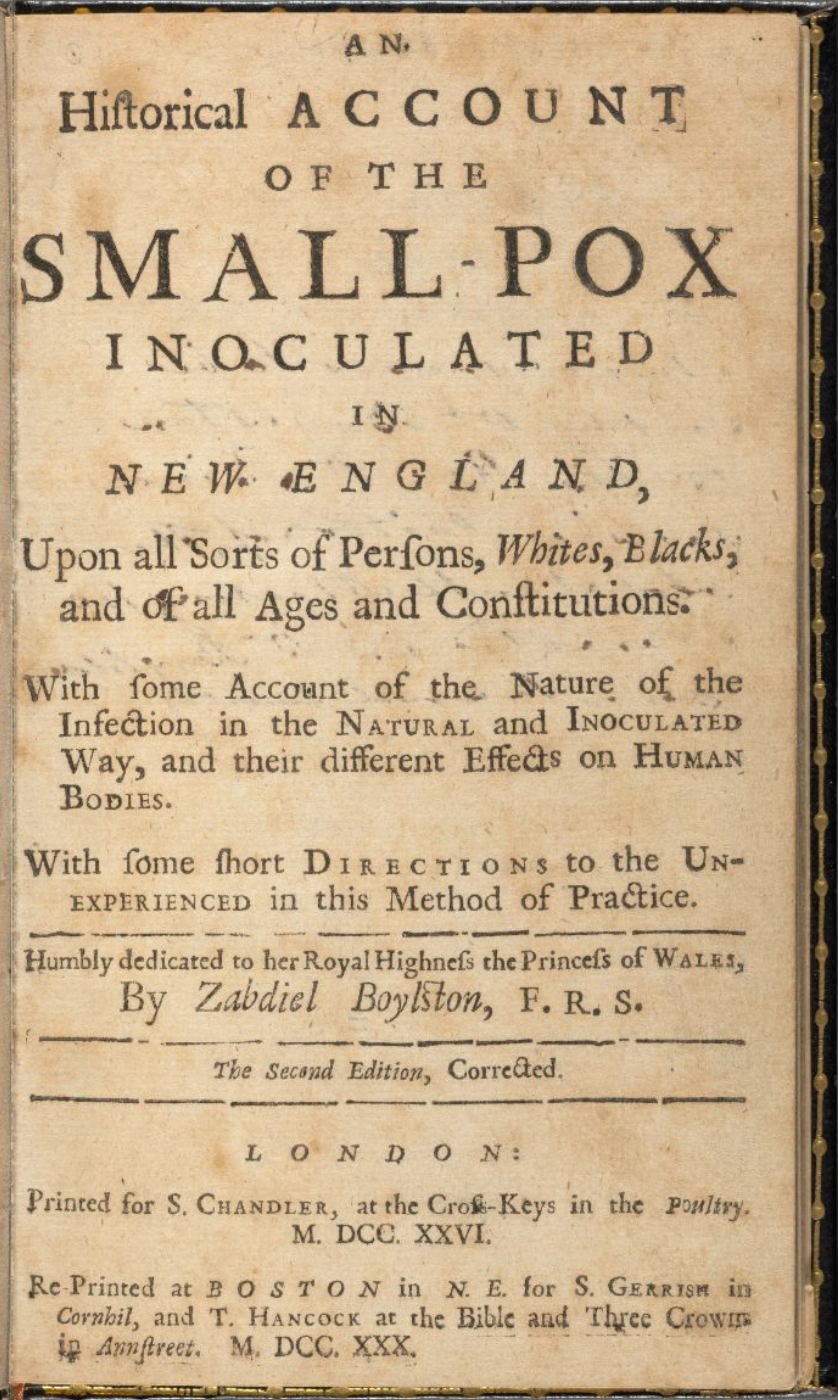
Compte-rendu de Boylston, publié à Londres.

Pour la première fois aux États-Unis, la presse est utilisée pour informer et alerter le grand public sur une crise sanitaire.
Boylston écrit un compte rendu de ses expériences avec l'inoculation dans An Historical Account of the Small Pox Inoculated in New England. En 1723, Boylston se rend en Angleterre et reçoit les honneurs du roi George Ier. À Londres, il publie le compte-rendu de son travail réalisé en Nouvelle-Angleterre.
L'épidémie de variole de Boston de 1721 conduit à la première campagne d'inoculation publique de l'Amérique. Les 247 patients inoculés ont un taux de mortalité de 2% contre les 15% pour les autres malades. Les expériences réussies de Boylston sur les étudiants et les professeurs de Harvard ont conduit à une acceptation de la procédure. Après une expérience similaire réussie à Londres réalisée par Mary Worttagu, la variolation devient une technique répandue avant la découverte de vaccination par Edward Jenner avec la cowpox. 